# Rhizophydium amoebae
Rhizophydium amoebae är en svampart som beskrevs av Karling 1946. Rhizophydium amoebae ingår i släktet Rhizophydium och familjen Rhizophydiaceae.   Inga underarter finns listade i Catalogue of Life.